# المدير
المدير قرية سعودية، تتبع مركز الجائزة في محافظة الليث بمنطقة مكة المكرمة.